# Playa de las Teresitas

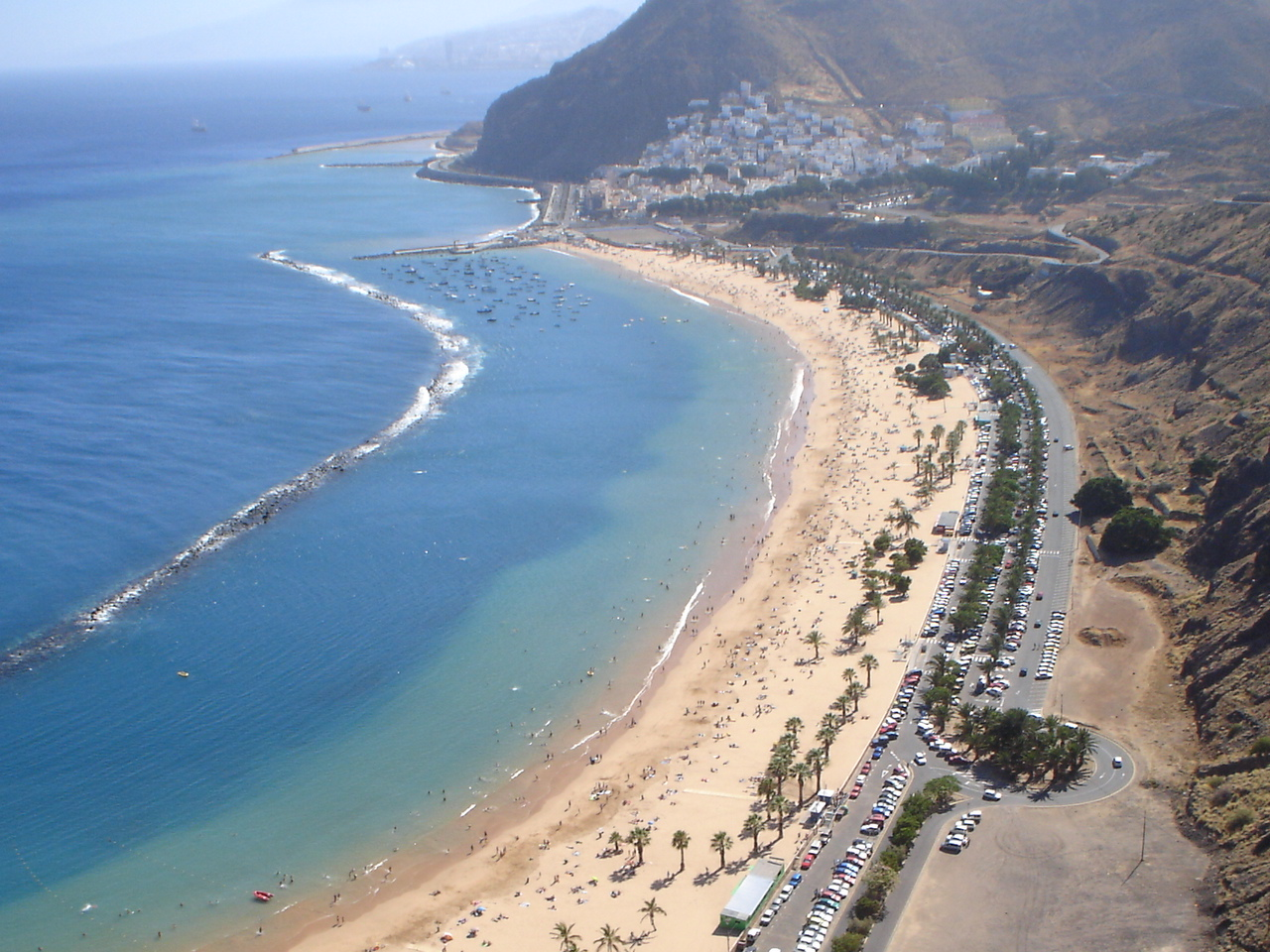
Playa de las Teresitas

La Playa de las Teresitas és una platja situada al poble de San Andrés al municipi de Santa Cruz de Tenerife, a la Tenerife (Illes Canàries). Es troba a uns 7 km del centre de la ciutat, aquesta platja és una de les més importants de les Illes Canàries. En el seu origen era una platja de sorra negra, més tard va ser portada sorra blanca del desert del Sàhara, i es va construir un dic per evitar l'envit de les onades.